# Kanehiro Takaki
Kanehiro Takaki (jap. 高木兼寛 Takaki Kanehiro; ur. 30 października 1849, zm. 13 kwietnia 1920) – japoński lekarz marynarki.

## Życiorys
Urodził się w prowincji Hyūga (w dzisiejszej prefekturze Miyazaki), jako syn samuraja. Studiował medycynę chińską i służył jako lekarz podczas wojny domowej 1868-1869. Później studiował zachodnią medycynę u Williama Willisa. W 1872 roku rozpoczął służbę w japońskiej marynarce. Został wysłany do Wielkiej Brytanii na studia medyczne w roku 1875 i odbył staż w St Thomas' Hospital Medical School w Londynie. Powrócił do Japonii w 1880. 
W tym czasie choroba beri-beri, uważana za endemicznie występującą w Japonii, stanowiła poważny problem na okrętach wojennych. Takaki wiedział, że choroba nie występowała u marynarzy zachodnich flot. Zauważył też, że japońscy oficerowie, których dieta była bogata w różnego rodzaju warzywa i mięsa, rzadziej cierpią z powodu beri-beri. Z drugiej strony, szeregowi członkowie załogi żywili się niemal wyłącznie białym ryżem, który był dostarczany im bezpłatnie, podczas gdy inne rodzaje żywności były dostępne za opłatą. Wielu marynarzy pochodziło z ubogich rodzin i często oszczędzali oni pieniądze, jedząc wyłącznie ryż. 
W 1882 Takaki złożył wniosek do cesarza o sfinansowanie eksperymentu. W 1884 roku wybrano dwa pancerniki: załoga jednego z nich (Tsukuba) była karmiona mięsem, rybami, jęczmieniem, ryżem i fasolą, załoga drugiego (Ryūjō) była karmione wyłącznie białym ryżem. Oba statki miały identyczny kurs. Ryūjō i Tsukuba popłynęły do Nowej Zelandii, wzdłuż wybrzeża Ameryki Południowej z Santiago do Limy, przez Honolulu i z powrotem do Japonii, w ciągu 9 miesięcy. Spośród 376 członków załogi Ryūjō 161 zachorowało na beri-beri, a 25 zmarło. Jedynie 14 członków załogi Tsukuba, którzy mieli bardziej zróżnicowaną dietę, zachorowało na beri-beri; nikt spośród nich nie umarł. Ten eksperyment przekonał dowództwo Japońskiej Marynarki, że nieodpowiednia dieta była głównym czynnikiem odpowiedzialnym za beri-beri i zaczęto przeciwdziałać chorobie. Dziesięć lat później Christiaan Eijkman dowiódł, że przyczyną beri-beri był brak określonego składnika diety, jak się okazało, witaminy B1. W 1929 roku Eijkman za swoje odkrycie otrzymał Nagrodę Nobla.
W 1905 roku Takaki otrzymał tytuł szlachecki danshaku (baron). Został też odznaczony Orderem Wschodzącego Słońca I klasy.